# Žorž Skrigin
Georgije-Žorž Vladimirovič Skrigin (Жорж Скригин, 4. srpna 1910 Oděsa – 30. října 1997 Bělehrad) byl srbský fotograf, filmový režisér a scenárista. Je autorem fotografie Kozarčanka.

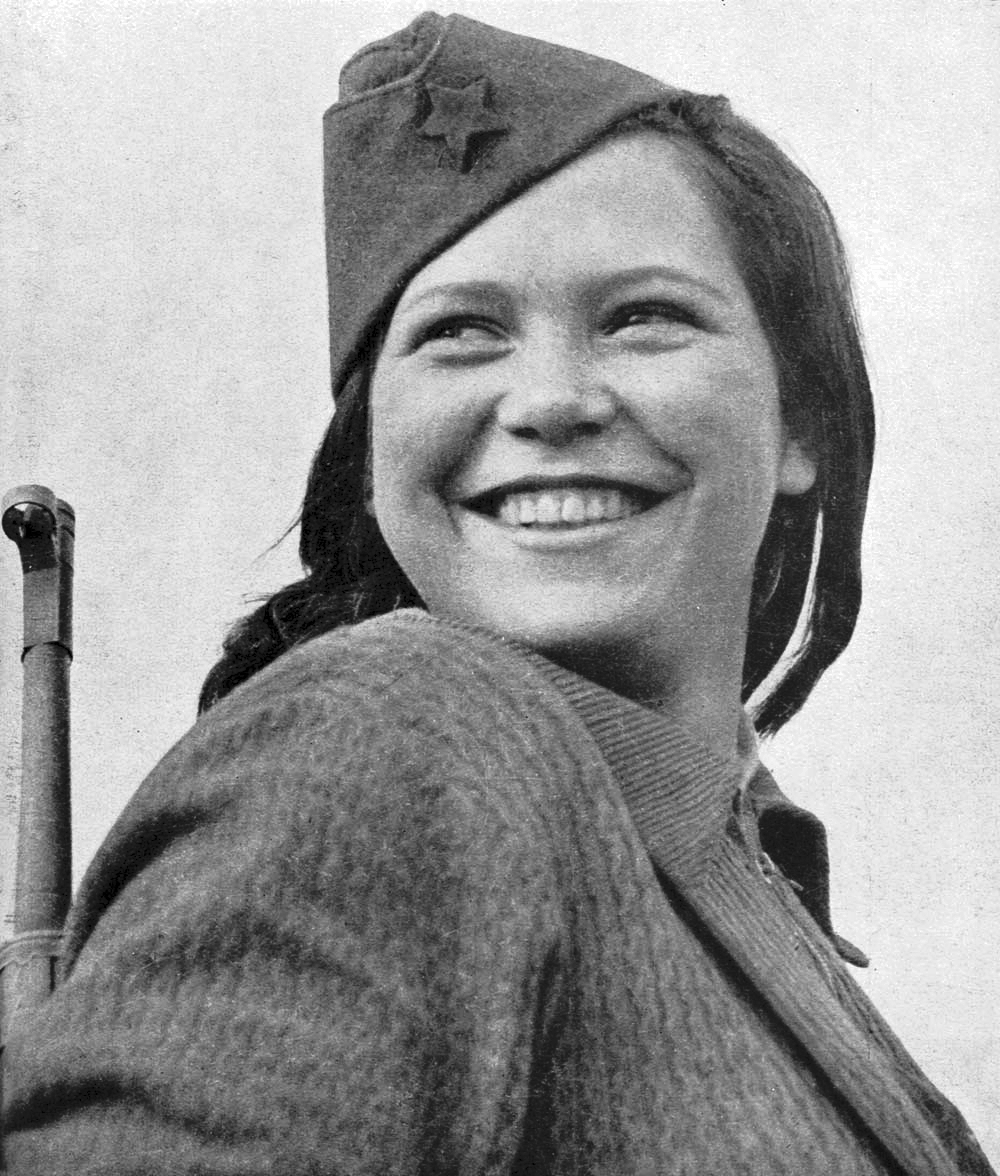
Kozarčanka - Milja Marin, 1943-1944

## Život a dílo
Narodil se 4. srpna 1910 v Oděse, na území dnešní Ukrajiny. Několik let po říjnové revoluci se v roce 1922 se svými rodiči přestěhoval do Srbska. Navštěvoval ruskou školu ve městě Bela Crkva a absolvoval gymnázium a vysokou školu baletu v Záhřebu v roce 1930. Poté působil jako tanečník baletu v chorvatském národním divadle v Záhřebu. Jako amatér fotografoval od roku 1935.
V roce 1941 nastoupil do lidové osvobozenecké armády Jugoslávie k partyzánům, kde byl členem národního osvobozeneckého divadla vrchního velitelství partyzánů. Po válce se přestěhoval do Bělehradu. V letech 1947-1967 se profesionálně zabýval filmem, nejprve jako režisér a scenárista dokumentárních filmů, poté jako režisér celovečerních filmů. Je autorem 22 filmů, z nichž je osm hraných. Byl generálním ředitelem Saveza filmskih radnika Jugoslavije (Svazu filmových dělníků Jugoslávie).
Před druhou světovou válkou získal mnohá ocenění za své fotografie (New York, San Francisco, Londýn, Buenos Aires nebo Torino). Vystavováním fotografií se zabýval také v poválečném období.
Za uměleckou práci získal ocenění AVNOJ, cenu Jugoslávského sdružení Foto-saveza za celoživotní dílo nebo ocenění Zlatna arena za celoživotní dílo. Je prvním, kdo získal titul Master Photography v Srbsku (1951). Je také nositelem partyzánských ocenění a Jugoslávské medaile.
Zemřel 30. října 1997 v Bělehradu. Je pohřben v Aleji zasloužilých občanů na Novém hřbitově v Bělehradě.

## Kozarčanka
Kozarčanka označuje ženu z pohoří Kozara a jedná se o portrét Milji Marinové (roz. Toromanové). Fotografie se stala ikonou druhé světové války v Socialistické federální republice Jugoslávie. Byla pořízena v severní Bosně v zimě 1943-44 a je na ní zobrazena usmívající se partyzánka s čepicí na hlavě a s puškou přes rameno.
Milja Marinová je bosenská Srbka z vesnice na úpatí hory Kozara. Krátce po válce se provdala za partyzána a žila ve městě Prijedor. Zemřela v roce 2007 ve věku 81 let. Kozarčanka byla publikována ve školních učebnicích, válečných monografiích a na plakátech, stejně jako na obalu alba známé jugoslávské popové kapely Merlin. Identita Marinové nebyla v socialistické jugoslávii široce známá.
Po válce, v níž zvítězila armáda národního osvobození, se Kozarčanka stala ikonickým válečným portrétem v socialistické Jugoslávii. Byl to jeden ze symbolů masové účasti žen jako dobrovolníků. Oficiální příběh partyzánského boje podporované jugoslávskou poválečnou vládou v čele s Titem, sloužila k legitimizaci režimu a vytvoření společného národního cítění a multietnického státu. Partyzánky v tomto příběhu měly své významné místo. Modifikovaná verze Kozarčanky (bez pušky) se objevila na obalu roku 1986 alba jugoslávské popové kapely Merlin. Na zadní straně obálky byla fotografie herečky Marilyn Monroe. Pro mytickou auru obklopující hrdinku Kozarčanku byla veškerá přesná znalost o ní zbytečná a mohla by dokonce být škodlivá. Její identita tak zůstala většině veřejnosti neznámá.

## Filmografie
Podle IMDb
- 1956: Potraga
- 1967: Koraci kroz magle

## Galerie

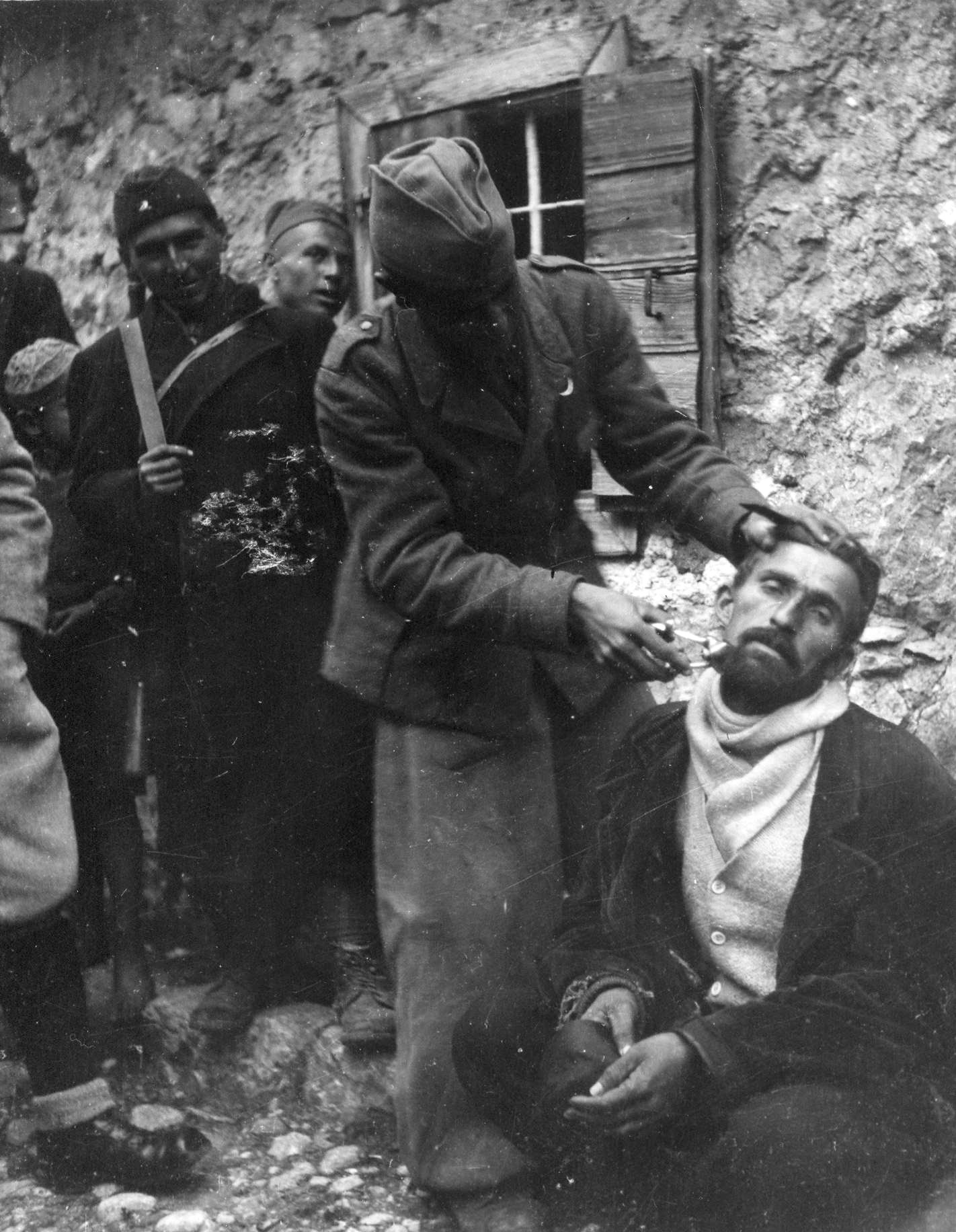
Partyzáni stříhají a holí zajaté Četniky, kteří byli v Bosně a Hercegovině propuštěni v roce 1943
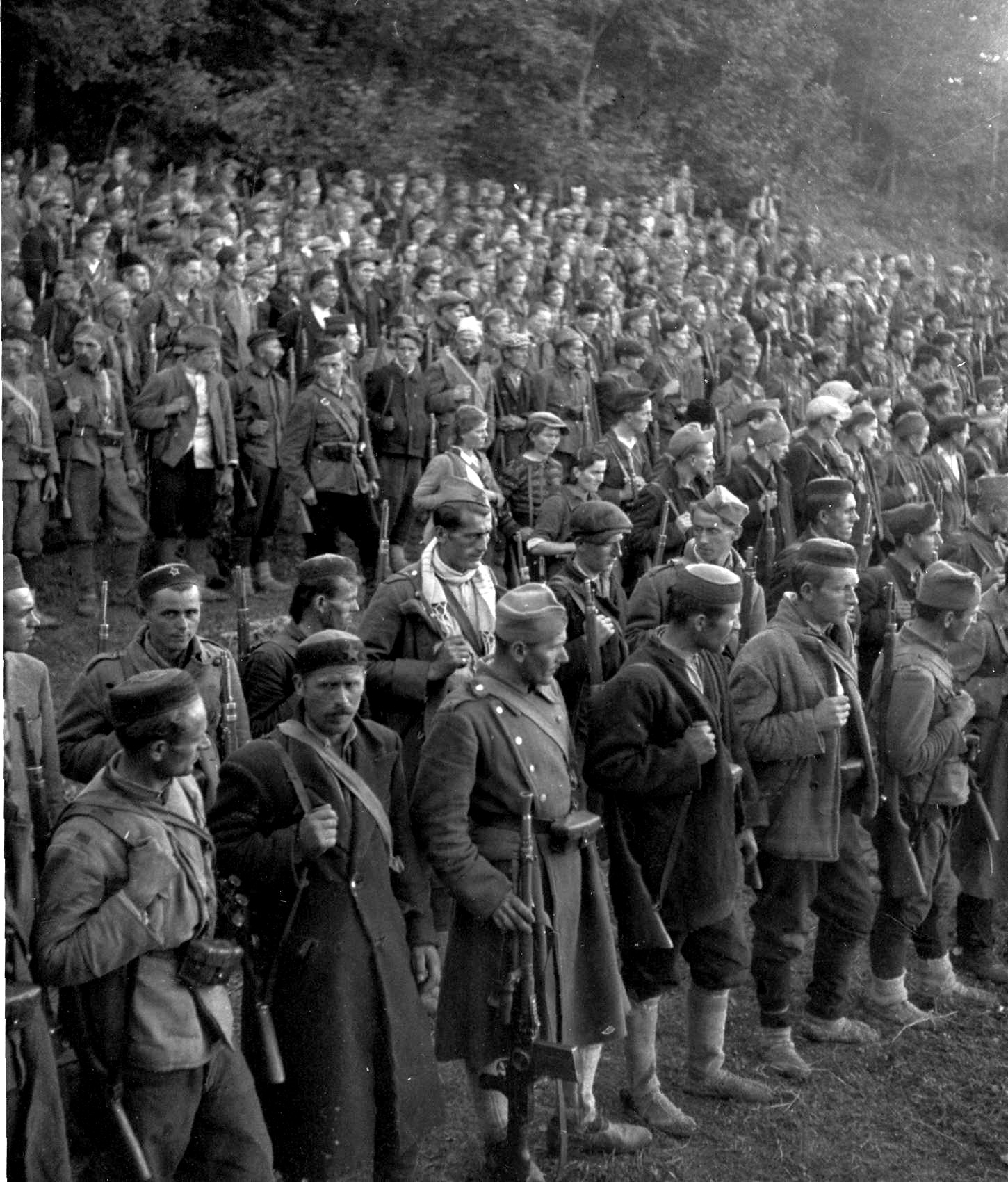
Vojáci čtvrté černohorské proletářské brigády, 1942
Skrigin v obci Sutjeska, 1958, foto: Stevan Kragujevic